# Буркина-Фасо на летней Универсиаде 2013
Буркина-Фасо на летней Универсиаде 2013 года была представлена двумя спортсменами в одном виде спорта.

## Лёгкая атлетика

#### Мужчины
| Дисциплина     | Спортсмен         | Предварительный раунд | Предварительный раунд | Финал     | Финал          |
| Дисциплина     | Спортсмен         | Результат             | Место                 | Результат | Итоговое место |
| -------------- | ----------------- | --------------------- | --------------------- | --------- | -------------- |
| Тройной прыжок | Хьюз Фабрис Занго | 15.74                 | 6                     | 15.96     | 6              |

#### Женщины
| Дисциплина | Спортсмен      | Предварительный раунд | Предварительный раунд | Финал                 | Финал                 |
| Дисциплина | Спортсмен      | Результат             | Место                 | Результат             | Итоговое место        |
| ---------- | -------------- | --------------------- | --------------------- | --------------------- | --------------------- |
| 400 м с/б  | Рамата Никиема | 1:07.64               | 22                    | Завершила выступление | Завершила выступление |